# Hypena arenbergeri
Hypena arenbergeri är en fjärilsart som beskrevs av Martin Lödl 1994. Hypena arenbergeri ingår i släktet Hypena och familjen nattflyn. Inga underarter finns listade i Catalogue of Life.